# درة العروس
درة العروس أو الدرة هي قرية سياحية بنيت عام 1996 تقع على بعد 23 كيلومتر عن شمال مدينة جدة في منطقة ذهبان. وهي مملوكة لرجل الأعمال صالح كامل، الذي بعد أن اودع السجن في حملة مكافحة الفساد، سلم ملف إدارة المدينة إلى وزارة الاسكان
. وتطل درة العروس على ساحل البحر الأحمر، وقد تم بناءها على مساحة تزيد عن (8) كيلومترات مربعة. ووحداتها السكنية معروضة التملك والتأجير، مع توفر خدمات الماء والكهرباء والبنى التحتية المساعدة والاتصالات.

## المرافق
تضم المدينة مرافق سياحية من شواطئ رملية وفنادق ومسابح، إلى جانب مرسى مرسى لليخوت يتيح الرسو لأكثر من 320 قارب. .
و تحتوي المدينة بالإضافة إلى القرى السياحية على مساجد ومصليات ونوادي رياضية ومحلات تجارية، مطاعم ومقاهي، سكن فندقي، ونادي الجولف ونادي الفروسية، ومدينة ترفيهية. ومن أبرز المشغلين للإيواء السياحي في قرية درة العروس (شاليهات درة الأحلام، شاطئ المخمل، لافونتين، القرية الحمراء، مرسى درة العروس الذي يضم الكثير من المقاهي والمطاعم الشهيرة ومواقف لليخوت) وتوفر هذه الشركات فرصة التأجير اليومي للفلل المطلة على الشواطئ.
كما تم توفير كافة أنواع الرياضة المائية بما فيها رياضة التزلج على الماء والتزلج الشراعي والصيد إضافة إلى أحدث نادٍ للغوص على البحر الأحمر. وتشتمل مدينة درة العروس على كافة الخدمات الأساسية التي تحقق الاكتفاء الذاتي، فهناك محطة مستقلة لتوليد الكهرباء ومحطة تحلية لإنتاج المياه.. ومحطة لتنقية مياه الصرف الصحي وشبكات للهاتف الثابت، والهاتف الجوال إضافة إلى شبكة قنوات فضائية. ويتوفر في المدينة نظام للأمن والحراسة البرية، والبحرية على مدار الساعة.. كما تعطي المدينة أهمية بالغة للخدمات الخاصة بالنظافة، والصيانة وتنسيق الحدائق وخدمة المواصلات، والعناية الصحية وكافة الاحتياجات اليومية.